# آلخاندرو مانکوسو
آلخاندرو ویکتور مانکوسو (اسپانیایی: Alejandro Victor Mancuso‎؛ زادهٔ ۴ سپتامبر ۱۹۶۸) یک بازیکن فوتبال اهل آرژانتین است.

## باشگاهی
از باشگاه‌هایی که در آن بازی کرده‌است می‌توان به اتلتیکو ایندپندینته، بوکا جونیورز، باشگاه فوتبال فلامینگو، پالمیراس، باشگاه فوتبال سانتاکروز و ولز سارسفیلد و باشگاه فوتبال سانتاکروز اشاره کرد.

## تیم ملی
وی همچنین در تیم ملی فوتبال آرژانتین بازی کرده‌است.